# Kommunalwahlen in Finnland 2021

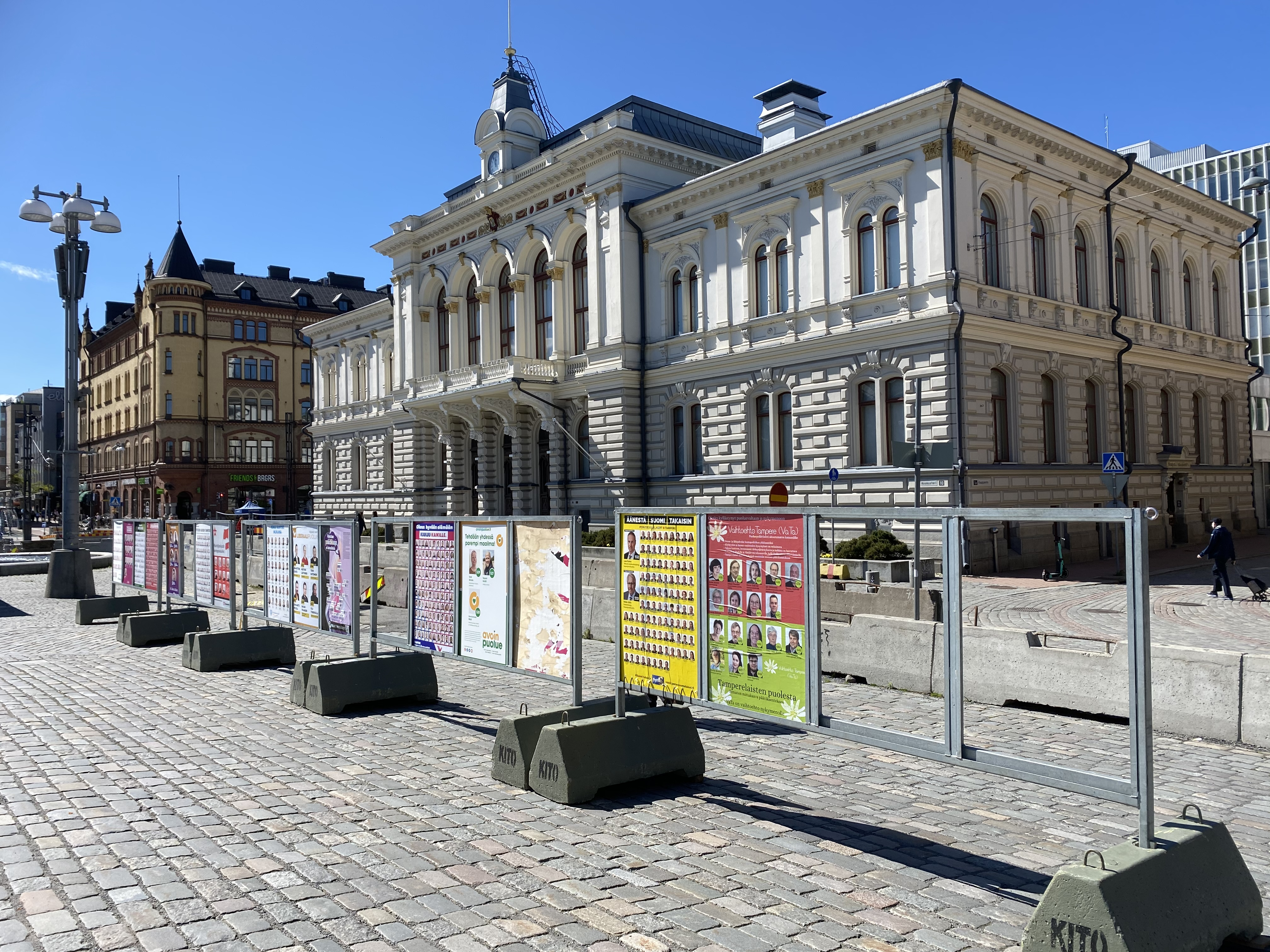
Wahllokale auf dem zentralen Platz in Tampere vor dem Raatihuone. Kommunalwahlen 2021

Die Kommunalwahlen in Finnland 2021 fanden am 13. Juni 2021 statt.
Gewählt wurden die Gemeinde- bzw. Stadträte in 293 Kommunen in Finnland. Die Amtszeit der Gewählten dauert vier Jahre.
Mehrere Gemeinden änderten vor den Wahlen die Größe ihrer Räte, sodass die Anzahl der Sitze von 8.999 auf 8.859 reduziert wurde.

## Meinungsumfragen
Die Umfrageergebnisse sind in der folgenden Tabelle in umgekehrter chronologischer Reihenfolge aufgeführt und zeigen die neueste zuerst.
Die höchste Prozentzahl in jeder Umfrage wird fett dargestellt, und der Hintergrund wird in der Farbe der führenden Partei schattiert angezeigt. Die Tabelle zeigt das Datum, an dem die Umfrage durchgeführt wurde, nicht das Datum der Veröffentlichung.
| Datum             | Institut          | KOK               | SDP            | KESK   | VIHR   | PS     | VAS    | RKP    | KD    | Sonstige | Vorsprung |       |       |       |       |
| ----------------- | ----------------- | ----------------- | -------------- | ------ | ------ | ------ | ------ | ------ | ----- | -------- | --------- | ----- | ----- | ----- | ----- |
| Datum             | Institut          | 05.05.–08.06.2021 | Taloustutkimus | 19,6 % | 17,0 % | 13,0 % | 10,9 % | 18,0 % | 8,5 % | Sonstige | Vorsprung | 4,8 % | 3,6 % | 4,7 % | 1,6 % |
| 25.05.–04.06.2021 | Kantar TNS        | 19,6 %            | 17,9 %         | 13,0 % | 10,9 % | 18,0 % | 8,2 %  | 4,6 %  | 3,6 % | 4,7 %    | 1,6 %     |       |       |       |       |
| 06.04.–04.05.2021 | Taloustutkimus    | 20,2 %            | 18,1 %         | 11,7 % | 10,6 % | 18,2 % | 8,0 %  | 5,3 %  | 3,2 % | 4,7 %    | 2,0 %     |       |       |       |       |
| 08.03.–30.03.2021 | Taloustutkimus    | 18,8 %            | 18,0 %         | 12,5 % | 12,1 % | 19,0 % | 7,8 %  | 4,3 %  | 4,0 % | 3,6 %    | 0,2 %     |       |       |       |       |
| 11.02.–02.02.2021 | Taloustutkimus    | 18,3 %            | 20,3 %         | 12,9 % | 11,4 % | 18,8 % | 7,2 %  | 4,7 %  | 3,0 % | 1,8 %    | 2,0 %     |       |       |       |       |
| 28.10.2017        | Kommunalwahl 2017 | 20,7 %            | 19,4 %         | 17,5 % | 12,5 % | 8,9 %  | 8,8 %  | 4,9 %  | 4,1 % | 3,1 %    | 1,3 %     |       |       |       |       |

## Wahlergebnis
| Partei            | Partei                                     | Stimmen   | Stimmen | Stimmen | Sitze  | Sitze | Sitze |
| Partei            | Partei                                     | Anzahl    | %       | +/−     | Anzahl | +/−   | %     |
| ----------------- | ------------------------------------------ | --------- | ------- | ------- | ------ | ----- | ----- |
|                   | Finnische Zentrumspartei (KESK)            | 363.136   | 14,9    | −2,7    | 2.448  | −376  | 27,6  |
|                   | Nationale Sammlungspartei (KOK)            | 522.077   | 21,4    | +0,7    | 1.554  | +64   | 17,5  |
|                   | Sozialdemokratische Partei Finnlands (SDP) | 433.008   | 17,7    | −1,7    | 1.449  | −248  | 16,4  |
|                   | Basisfinnen (PS)                           | 354.019   | 14,5    | +5,6    | 1.350  | +580  | 15,2  |
|                   | Linksbündnis (VAS)                         | 194.146   | 7,9     | −0,9    | 508    | −150  | 5,7   |
|                   | Schwedische Volkspartei (RKP)              | 121.236   | 5,0     | −0,1    | 463    | −8    | 5,2   |
|                   | Grüner Bund (VIHR)                         | 258.624   | 10,6    | −1,9    | 432    | −102  | 4,9   |
|                   | Christdemokraten (KD)                      | 88.144    | 3,6     | −0,5    | 309    | −7    | 3,5   |
|                   | Andere                                     | 108.787   | 4,4     | +1,3    | 346    | +247  | 3,9   |
| Gesamt            | Gesamt                                     | 2.443.177 | 100,0   |         | 8.859  | −140  | 100,0 |
| Gültige Stimmen   | Gültige Stimmen                            | 2.443.177 | 99,5    |         |        |       |       |
| Ungültige Stimmen | Ungültige Stimmen                          | 13.100    | 0,5     |         |        |       |       |
| Wahlbeteiligung   | Wahlbeteiligung                            | 2.456.277 | 55,1    |         |        |       |       |
| Wahlberechtigte   | Wahlberechtigte                            | 4.460.299 | 100,0   |         |        |       |       |
| Quelle:           |                                            |           |         |         |        |       |       |